# داشنیتسا (آلکساندروواتس)
داشنیتسا (به صربی: Dašnica) یک منطقهٔ مسکونی در صربستان است که در الکساندراواک واقع شده‌است. داشنیتسا ۶۹۷ نفر جمعیت دارد.